# 2018-as közel-keleti TCR-szezon
A 2018-as közel-keleti TCR-szezon a közel-keleti TCR-bajnokság második évada volt. A bajnokság január 20.-án vette kezdetét Abu-Dzabiban és Bahreinben ért véget február 24.-én. A bajnokságot Luca Engstler nyerte meg. A Liqui Moly Team Engstler alakulata megnyerte a csapatok számára kiírt bajnokságot.

## Csapatok és versenyzők
| Csapat                   | Autó                    | #  | Versenyző         | Fordulók |
| ------------------------ | ----------------------- | -- | ----------------- | -------- |
| Pit Lane Competizioni    | Volkswagen Golf GTI TCR | 7  | Nasser Al Alawi   | 3        |
| Pit Lane Competizioni    | Volkswagen Golf GTI TCR | 21 | Jordi Oriola      | 1–2      |
| Pit Lane Competizioni    | Volkswagen Golf GTI TCR | 44 | Lorenzo Veglia    | Összes   |
| Pit Lane Competizioni    | Volkswagen Golf GTI TCR | 55 | Raed Himmo        | 3        |
| Pit Lane Competizioni    | Volkswagen Golf GTI TCR | 70 | Maťo Homola       | 1–2      |
| Pit Lane Competizioni    | Audi RS 3 LMS TCR       | 10 | Giacomo Altoè     | Összes   |
| Pit Lane Competizioni    | Audi RS 3 LMS TCR       | 21 | Jordi Oriola      | 3        |
| Pit Lane Competizioni    | Audi RS 3 LMS TCR       | 23 | Giovanni Altoè    | 1–2      |
| Pit Lane Competizioni    | Audi RS 3 LMS TCR       | 24 | Danny Kroes       | 2        |
| Pit Lane Competizioni    | Audi RS 3 LMS TCR       | 32 | Alberto Vescovi   | 1        |
| Liqui Moly Team Engstler | Volkswagen Golf GTI TCR | 8  | Luca Engstler     | Összes   |
| Liqui Moly Team Engstler | Volkswagen Golf GTI TCR | 39 | Florian Thoma     | Összes   |
| H&R Spezialfedern        | Volkswagen Golf GTI TCR | 13 | Kai Jordan        | Összes   |
| Mouhritsa Racing Team    | SEAT León TCR           | 9  | Costas Papantonis | 1–2      |
| Brutal Fish Racing Team  | Volkswagen Golf GTI TCR | 17 | Martin Ryba       | Összes   |

## Versenynaptár
A 2018-as versenynaptárat 2017. november 10.-én jelentették be. A program 4 versenyhétvégét tartalmazott, köztük két fordulót a Bahrain International Circuit versenypályán. 2017. december 21.-én bejelentették, hogy Bahreinben mindössze egy futamot rendeznek.
| Verseny | Verseny | Pálya                                  | Pályarajz | Dátum           | Fő esemény                  |
| ------- | ------- | -------------------------------------- | --------- | --------------- | --------------------------- |
| 1       | 1       | Yas Marina Circuit, Abu-Dzabi          | Abu-Dzabi | január 20.      | arab Formula–4-es bajnokság |
| 1       | 2       | Yas Marina Circuit, Abu-Dzabi          | Abu-Dzabi | január 20.      | arab Formula–4-es bajnokság |
| 2       | 3       | Dubai Autodrome, Dubaj                 | Dubai     | január 27.      | arab Formula–4-es bajnokság |
| 2       | 4       | Dubai Autodrome, Dubaj                 | Dubai     | január 27.      | arab Formula–4-es bajnokság |
| 3       | 5       | Bahrain International Circuit, Bahrein |           | február 23.-24. |                             |
| 3       | 6       | Bahrain International Circuit, Bahrein |           | február 23.-24. |                             |

## Összefoglaló
| Verseny | Verseny | Helyszín                              | Pole-pozíció                                 | Leggyorsabb kör                              | Győztes                                      | Győztes                                      | Győztes                 | Listavezető   | Előny |
| Verseny | Verseny | Helyszín                              | Pole-pozíció                                 | Leggyorsabb kör                              | versenyző                                    | csapat                                       | autó                    | Listavezető   | Előny |
| ------- | ------- | ------------------------------------- | -------------------------------------------- | -------------------------------------------- | -------------------------------------------- | -------------------------------------------- | ----------------------- | ------------- | ----- |
| 1       | 1       | Yas Marina Circuit, Abu-Dzabi         | Giacomo Altoè                                | Maťo Homola                                  | Giacomo Altoè                                | Pit Lane Competizioni                        | Audi RS 3 LMS TCR       | Giacomo Altoè | 1     |
| 1       | 2       | Yas Marina Circuit, Abu-Dzabi         |                                              | Luca Engstler                                | Luca Engstler                                | Liqui Moly Team Engstler                     | Volkswagen Golf GTI TCR | Giacomo Altoè | 1     |
| 2       | 3       | Dubai Autodrome, Dubaj                | Luca Engstler                                | Luca Engstler                                | Luca Engstler                                | Liqui Moly Team Engstler                     | Volkswagen Golf GTI TCR | Luca Engstler | 13    |
| 2       | 4       | Dubai Autodrome, Dubaj                |                                              | Florian Thoma                                | Florian Thoma                                | Liqui Moly Team Engstler                     | Volkswagen Golf GTI TCR | Luca Engstler | 13    |
| 3       | 5       | Bahrain International Circuit, Szahír | Luca Engstler                                | Luca Engstler                                | Luca Engstler                                | Liqui Moly Team Engstler                     | Volkswagen Golf GTI TCR | Luca Engstler | 27    |
| 3       | 6       | Bahrain International Circuit, Szahír | A versenyt törölték a heves esőzések végett. | A versenyt törölték a heves esőzések végett. | A versenyt törölték a heves esőzések végett. | A versenyt törölték a heves esőzések végett. | Volkswagen Golf GTI TCR | Luca Engstler | 27    |

## A bajnokság végeredménye

### Pontrendszer
- Időmérő edzés:

| Helyezés | 1. | 2. | 3. | 4. | 5. |
| -------- | -- | -- | -- | -- | -- |
| Pont     | 5  | 4  | 3  | 2  | 1  |

- Versenyek:

| Helyezés | 1. | 2. | 3. | 4. | 5. | 6. | 7. | 8. | 9. | 10. |
| -------- | -- | -- | -- | -- | -- | -- | -- | -- | -- | --- |
| Pont     | 25 | 18 | 15 | 12 | 10 | 8  | 6  | 4  | 2  | 1   |

### Versenyzők
(1–5 az időmérő edzésen elért pozíció; Félkövér: pole-pozíció, dőlt: leggyorsabb kör, a színkódokról részletes információ itt található)
| Helyezés | Versenyző         | ABU | ABU | DUB | DUB | BHR | BHR | Pont |
| -------- | ----------------- | --- | --- | --- | --- | --- | --- | ---- |
| 1        | Luca Engstler     | 32  | 1   | 1   | 3   | 1   | T   | 119  |
| 2        | Giacomo Altoè     | 1   | 3   | 2   | 6   | 34  | T   | 92   |
| 3        | Florian Thoma     | 4   | 11† | 5   | 1   | 23  | T   | 70   |
| 4        | Maťo Homola       | 23  | 4   | 45  | 2   |     |     | 64   |
| 5        | Kai Jordan        | 65  | 2   | 63  | 5   | 62  | T   | 60   |
| 6        | Lorenzo Veglia    | 5   | 8   | 3   | 10  | 5   | T   | 41   |
| 8        | Jordi Oriola      | 7   | 5   | 8   | 7   | 4   | T   | 38   |
| 8        | Giovanni Altoè    | 8   | 6   | 7   | 4   |     |     | 30   |
| 9        | Martin Ryba       | Ki  | 9   | 10  | 9   | 8   | T   | 9    |
| 10       | Alberto Vescovi   | 10  | 7   |     |     |     |     | 7    |
| 11       | Nasser Al Alawi   |     |     |     |     | 7   | T   | 6    |
| 12       | Danny Kroes       |     |     | Ki4 | 8   |     |     | 6    |
| 13       | Costas Papantonis | 9   | 10  | 9   | Ki  |     |     | 5    |
| -        | Raed Himmo        |     |     |     |     | Ki  | T   | 0    |

### Csapatok
| Helyezés | Csapat                   | ABU | ABU | DUB | DUB | BHR | BHR | Pont |
| -------- | ------------------------ | --- | --- | --- | --- | --- | --- | ---- |
| 1        | Liqui Moly Team Engstler | 32  | 1   | 1   | 1   | 1   | T   | 191  |
| 1        | Liqui Moly Team Engstler | 4   | 11† | 5   | 3   | 23  | T   | 191  |
| 2        | Pit Lane Competizioni 1  | 1   | 3   | 2   | 4   | 34  | T   | 138  |
| 2        | Pit Lane Competizioni 1  | 8   | 6   | 74  | 6   | 4   | T   | 138  |
| 3        | Pit Lane Competizioni 2  | 23  | 4   | 3   | 2   | 5   | T   | 122  |
| 3        | Pit Lane Competizioni 2  | 5   | 5   | 45  | 7   | 7   | T   | 122  |
| 4        | H&R Spezialfedern        | 65  | 2   | 63  | 5   | 62  | T   | 60   |
| 5        | Brutal Fish Racing Team  | Ki  | 9   | 10  | 9   | 8   | T   | 16   |
| 6        | Mouhritsa Racing Team    | 9   | 10  | 9   | Ki  |     |     | 12   |

## Külső hivatkozások
- A TCR Közel-Keleti széria honlapja